# Histoire de Pontarlier
Aux premiers siècles de notre ère, le futur Pontarlier est Ariolica,,.
Territoire des Séquanes, envahi par les Burgondes à la fin du Ve siècle après la chute de l'Empire romain, Pontarlier et tout son vaste territoire a la particularité d'être libre et indépendant, prenant le nom de « baroichage de Pontarlier ». Cette entité se construit sur les terres laissées vacantes par la puissante abbaye Saint-Maurice d'Agaune, alors fortement implantée dans le comté de Warasch. Sous la protection d'un seigneur du voisinage cette association « d'hommes libres » perdure tout au long de son existence et n'est pas remise en cause par les différents suzerains qui prennent la charge de protecteur. En 1678 le « baroichage » est dissout par un traité du roi de France qui aliène les justices et seigneuries de faible importance.

## Le baroichage de Pontarlier

### L'origine Burgonde et l'établissement franc

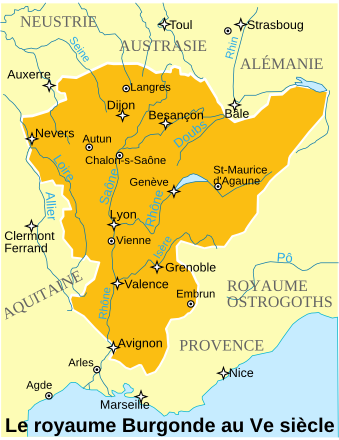
Le royaume burgonde dans la deuxième moitié du Ve siècle

Après la chute de l'Empire romain d'Occident, à la fin du Ve siècle, le pays est occupé par les Burgondes venus des confins de la Baltique. Ceux-ci sont utilisés comme troupes auxiliaires par l'armée romaine avec le statut de fédérés que régit le traité de fœdus utilisé entre Rome et un peuple étranger. Sous Aetius, sénateur et généralissime des légions romaines, ils se voient offrir un territoire autour de Genève qui deviendra le vaste et puissant Royaume de Bourgogne.
La route venant d'Italie par les Alpes pennines et passant par l'abbaye d'Agaune pour se diviser à Vevey en direction de Lousonna (Lausanne-Vidy) et Aventicum (Avenches) se réunissait pour traverser Pontarlier et partir en direction de Besançon. Elle permet l'installation de villages et de hameaux dans cette région. Les Burgondes s'installent dans ces bourgs gouvernés par des chefs élus entre eux. Ils partagent la terre avec les Séquanes et investissent les terrains propres à la culture, participant ainsi à la fondation du comté de Warasch. L'habitude de ce peuple de partager les terres entre les rois et leurs officiers et soldats crée un territoire nommé « militae », c'est-à-dire libre et indépendant, à l'origine du franc-alleu et qui devient de ce fait une coutume longtemps observée dans les monts Jura : celle qui reconnaît le droit de propriété du premier occupant. 
Le bailliage de Pontarlier, de par la nature de son sol, le caractère de son peuple, la division des bourgs, la qualité de barons prise par les anciens bourgeois, le franc-alleu du territoire, la justice du souverain alliée à la protection d'un seigneur, l'esprit des lois bourguignonnes, l'habitude du partage des paroisses par familles, l'absence de grandes seigneuries anciennes, tout cela est propice à l'installation du « baroichage de Pontarlier» qui se veut une association d'hommes libres. Cette particularité, propre à cette région, prend naissance dans les liens qui se sont créés entre les habitants de ces villages isolés du Haut-Doubs dès l'époque de la Gaule romaine. 
La région étant pauvre les premiers propriétaires, qui se font nommer barons ou barrois (qui pourrait signifier « libre », « indépendant » en vieil allemand « bar »), s'ils veulent tenir leur rang, sont obligés de mettre en fief leurs biens auprès de leurs créanciers créant ainsi des hypothèques que doivent soutenir leurs héritiers jusqu'au remboursement, d'où l'origine des fiefs dont il est fait mention dans le courant du XIVe siècle. 
En 2020, sur le site des Gravilliers, un village mérovingien est mis au jour par les archéologues de l’Inrap. Le site est entier et unique, il date des VIe et VIIe siècles de notre ère. Cet habitat mérovingien comportait une dizaine de grands bâtiments de 200 à 300 m2 chacun. Le site a été occupé pendant près de 200 ans. L'apparition du village est contemporaine de la période de conquête du royaume des Burgondes par les Francs. Selon les archéologues, les Francs auraient déplacé une famille de nobles germaniques, avec sa suite, pour l'implanter dans ce domaine afin d'asseoir leur domination, le bourg de Pontarlier étant un lieu de passage stratégique pour relier le sud au nord de l'Europe.

### Les deux bourgs
Dès le XIIIe siècle il existe à Pontarlier une bourgeoisie, celle-ci va s'organiser pour nommer quatre échevins et les villages, eux, vont nommer quatre jurés, qui deviennent les huit magistrats désignés sous le nom de « Boichorage ». Ils sont chargés de gérer les affaires communes et une charte de 1246 distingue les « chevaliers et barons de Pontarlier » ce qui place bien les hommes d'armes en préséance des titres de noblesse qui ici ne désignent que les propriétaires des fiefs de la région. En plus des bourgeois d'origine de la ville il y a ceux du « baroichage » qui leur sont associés mais aussi ceux, qui étrangers à la zone d'influence de Pontarlier, ont acquis un droit d'« habitantage » qu'ils peuvent perdre s'ils sont en retard du paiement de cet avantage.

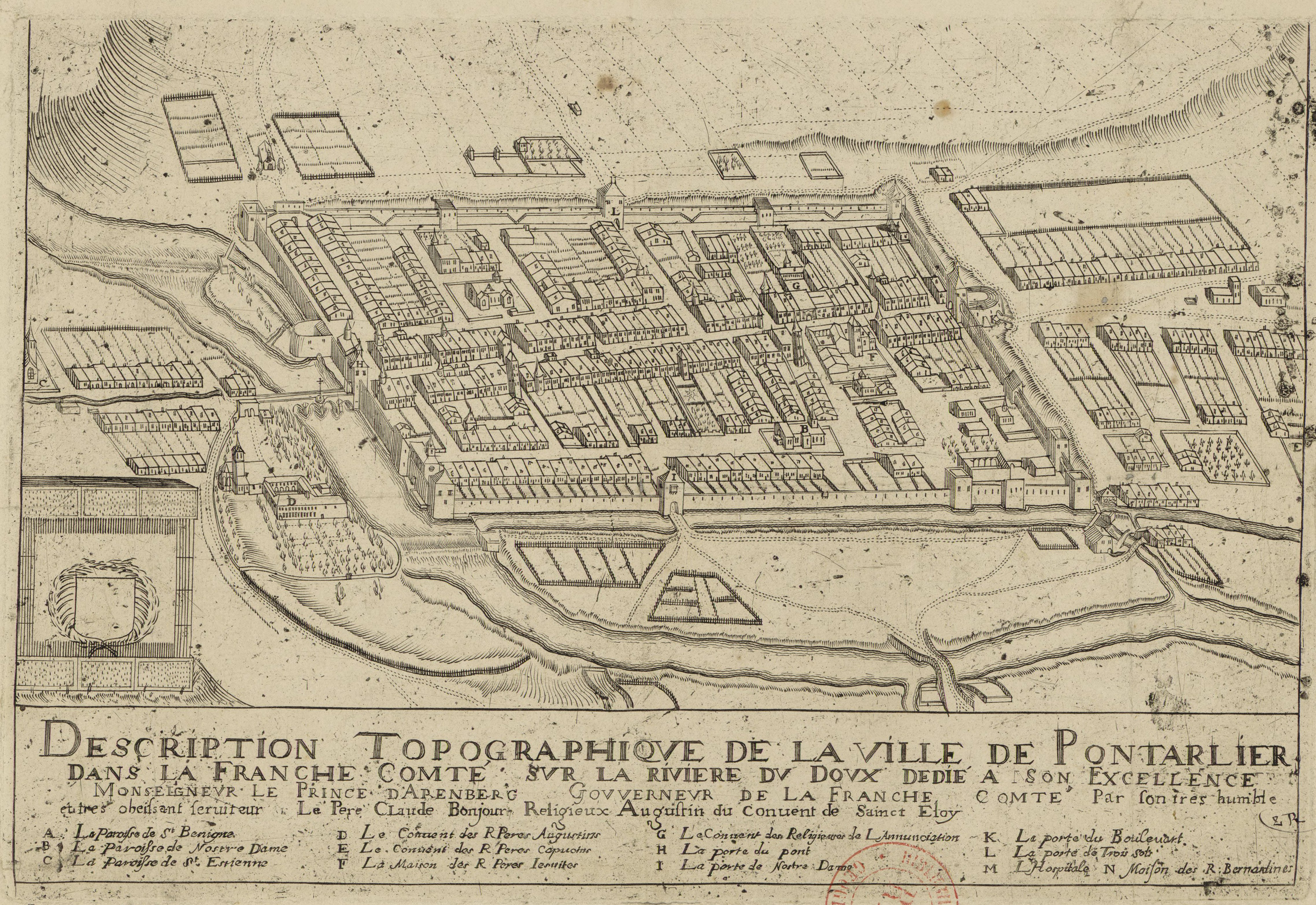
Plan cavalier de Pontarlier vers 1700

La ville est divisée en deux bourgs portant pour l'un le nom de « Pontarlier » et pour l'autre celui de « Morieux » plus anciennement « Mareul » ou « Moreul » qui signifierait « marais ». Cette division, typique des villes possédées par deux seigneurs ou un seigneur et son vassal principal, ne correspond pas ici à ce schéma car Pontarlier est habité par des « hommes libres ». Il résulterait peut-être du partage du territoire entre Burgondes et Séquanes ou bien il est la conséquence de la donation de Gontran au VIe siècle à l'abbaye Saint-Bénigne de Dijon de terres situées sur la route allant de Dijon à l'abbaye d'Agaune pour y établir un hospice connu sous le nom « d'hospice Saint-Bénigne » à destination des religieux qui empruntent cette route. Cette donation vient compléter la première faite par Sigismond un peu plus tôt à destination d'Agaune.
La ville se fortifie avec Amaury III de Joux qui va édifier la « forte place du Molar » après avoir reçu la « garde » de Pontarlier. En effet ce site se situe sur la route joignant les deux principaux fiefs de cette famille, à savoir : le château de Joux et Goux-les-Usiers. La « forte place du Molar » sera détruite quelques années après 1347.

### L'organisation de la ville
Les hôpitaux :

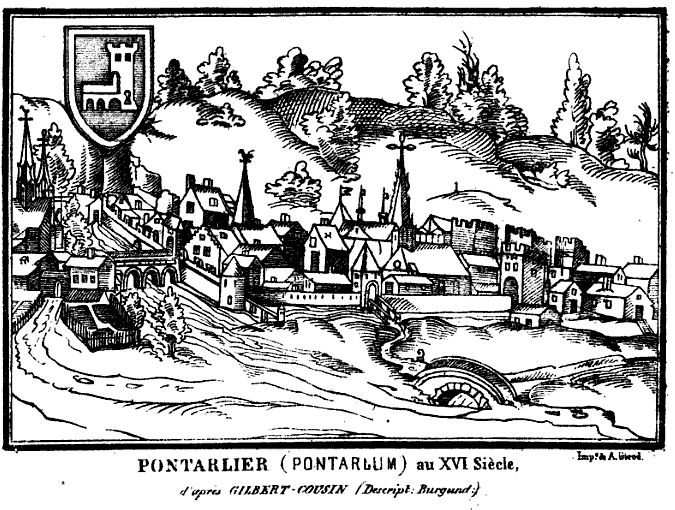
Pontarlier au XVI

- Saint-Lazare : Créé à l'extérieur de la ville au lieu-dit Oratoire Saint-Lazare où se trouve une source nommée « fontaine des malades » dans un vallon aux abords d'un petit étang, ce lieu est fréquenté par les malades qui viennent s'y baigner accordant des vertus à son eau. Une charte de 1343 d'Hugues de Blonay, sire de Joux, stipule qu'il possède à cet endroit la « Ville des malades, Villa dei ».
- Le Temple : Construit sur l'emplacement de Vuillecin (à l'endroit où se trouve maintenant la zone d'activités du Temple) au bord du Drugeon, il a été construit à cet endroit une église et quelques maisons appartenant à l'ordre de Malte qui devait succéder aux templiers.
- Saint-Pierre : Bâti au faubourg de Saint-Pierre et fondé par les seigneurs de Joux. Un acte de cession daté d'avant 1189 indique qu'Amaury II de Joux donne cet hôpital aux religieux de Montbenoît : « Quidquid Dominii habebat in Hospitali de Pont ».
- Saint-Joseph : Construit en 1690 par les magistrats municipaux au faubourg Saint-Étienne.

Les paroisses :
Pontarlier est divisé en trois paroisses et une coutume veut que les familles soient toutes rattachées à vie à une des paroisses même si elles changent de quartier. Tout nouvel arrivant dans la région se voit devenir automatiquement paroissien de Saint-Bénigne après un an et un jour de présence. 
- La paroisse Saint-Bénigne : Fondée par les religieux de l'abbaye Saint-Bénigne de Dijon.
- La paroisse Notre-Dame : Probablement fondée vers 1135.
- La paroisse et prieuré de Saint-Étienne : Elle est possédée par Amaudry, probablement de la maison de Joux, vers le milieu du XIe siècle.

Les maisons de religieux :
- Augustins : Installés par Othon IV de Bourgogne en 1284.
- Jésuites : Installés depuis 1613.
- Capucins : Installés depuis 1618.

Les maisons de religieuses :
- Les Annonciades célestes, créées en 1604 à Gênes. Les six premières à s'installer à Pontarlier sont Jeanne Couthenet, Jeanne-Baptiste Malessue, Suzanne Belot, Guyonne Lescot, Claire-Françoise Damey et Étiennette Delizet assistées de huit novices.
- Les Ursulines. Anne-Antoine Tinseau, Henriette Abriot et Barbe Roye s'installent en 1636 dans la ville.
- Les Bernardines. Viennent à Pontarlier en 1665.

## La gouvernance et la justice

Blason de la ville de Pontarlier

Les armoiries de la ville étaient un pont à l'extrémité duquel se trouvait une tour surmontée d'une couronne ducale. Les armoiries ainsi que les bannières de la ville étaient la propriété du baroichage.
La communauté ne forme pas une seigneurie mais plutôt un apanage indépendant sous la forme d'une association de militaires sous l'autorité d'un chef. Celui-ci, qui est le sire de Joux au XIIIe siècle, confirme la particularité des chevaliers de la ville, qui déclarent n'appartenir à aucun souverains, en précisant dans une charte : 

« Amaris de Joux ne doit mener ces de Pontellie en ost (service militaire imposé aux hommes libres pour une guerre publique) ne en chevauchie (service militaire pour une guerre privée) fors que à fortré et en telle manière que puisse repartir tel jour (il ne peut les garder qu'une journée) même avec jument chacun en son hôtel, que ledit Amaris de Joux ne doit habergier au baroichage de Pontaillie ha si non hoys les barons de Pontaillie (ne peut pas donner la conscession de la jouissance d'une terre au baroichage de Pontarlier sans le consentement des barons de Pontarlier). Qu'il ne peut ne doit banner (il ne peut pas restreindre, modifier ou se réserver les droits) ne les bois (les bois) ne les aigues (la chasse), ne que la pescherie (la pêche). Qu'il ne peut mettre ban (il ne peut faire aucune ordonnances) à Pontaillie, se n'est par le consentement (sans le consentement) des chevaliers et barons de Pontaillie. Qu'au lait Damvautier (Saint-Point-Lac) ne doit avoir Prévôt, mais que le Prévôt de Pontaillie. Qu'il s'abtienne en son temps les ventes à Pontaillie qui ne doivent être. »

À cette époque ce ne sont pas les « barons » de Pontarlier qui traitent avec Amaury IV de Joux, et font confirmer leur particularité, mais plutôt Jean Ier de Chalon qui contraint Amaury à ce traité. Jean Ier de Chalon, après le mariage de son fils Hugues III de Bourgogne avec Alix de Méranie, fille du duc de Bourgogne, veut réunir les intérêts des comtes et des ducs de la région et museler l'autorité des seigneurs particuliers ce qui explique aussi l'empêchement de la main mise de ces derniers sur la ville. Ainsi il est formellement interdit au sire de Joux d'élever des forteresses dans la plaine de Pontarlier mais il en à le titre de protecteur. Par ces conditions la liberté accordée aux habitants par Jean Ier de Chalon est contenue par l'autorité du sire de Joux dans un but politique et pas seulement pour respecter des droits anciens.

### Les sires de Joux
Le choix des sires de Joux comme protecteur s'explique sans doute par le fait que lors de l'autorisation donnée par Charlemagne aux « hommes libres » de choisir leur chef ceux de Pontarlier désignèrent Albéric de Narbonne, seigneur de Salins et d'une partie de la Chaux d'Arlier (plaine proche de Pontarlier). Plus tard les seigneurs de Salins, sous la pression de Frédéric Barberousse, vont céder en fief à la famille de Joux ce qui deviendra le Fort de Joux proche de Pontarlier. Ils permettront ainsi à cette famille d'assurer sa richesse et sa puissance grâce à son "péage" situé sur la cluse de Pontarlier.
Ceux-ci s'empresseront d'édifier la « forte place du Molar » à Pontarlier afin d'assurer la « garde » de la ville, symbolisé par le cens versé à l'abbaye d'Agaune, que Frédéric Barberousse leur a confié. Ainsi en 1336 Jean III de Blonay, sire de Joux, reprend de Jean II de Chalon-Arlay « son châtel de Joux, le Moler devant Joux, que le cuens de Châlon fit bâtir, et la forte place du Molar dessus Pontarlier » (face au château de Joux sur une éminence de la forêt nommée « Fauconnière » aujourd'hui « Bois de Ban »). C'est là que se situe la « forte place du Molar » non loin du bourg de « Morieux » et de sa porte du même nom.

### Le comte de Bourgogne
En 1265 un châtelain gouverne la ville. Il est placé à ce poste par le comte de Bourgogne, qui n'est autre qu'un membre de la maison de Chalon-Arlay, car ceux-ci possèdent dans et auprès de la ville des moulins, ceux nommés « sous la côte de Pontarlier », ceux de « Bruchembois » et ceux « de la planche » mais aussi le péage et la voirie de la ville. Quelques années plus tard, en 1280, c'est Othon IV de Bourgogne qui permet l'installation d'Augustins « ou leu de Pontellie notre ville sur la rive du Dou une place pour édifier un leu à servir Deu ». En 1393 Philippe II de Bourgogne, en qualité de duc et comte de Bourgogne, établit deux foires supplémentaires dans la ville, à la saint Georges et à la saint Luc se continuant les trois jours suivants, au lieu nommé « Aule ». Ce lieu deviendra un château comme il est prouvé par un acte de Philippe II qui exempte la ville des droits de vente lors de la foire « attendu les charges qu'ils ont à supporter pour la forteresse nouvellement commandée à édifier en ladite ville ». jusqu'à présent il n'y avait pas d'autres forteresse que « la forte place du Molar » appartenant aux sires de Joux.

### La prévôté

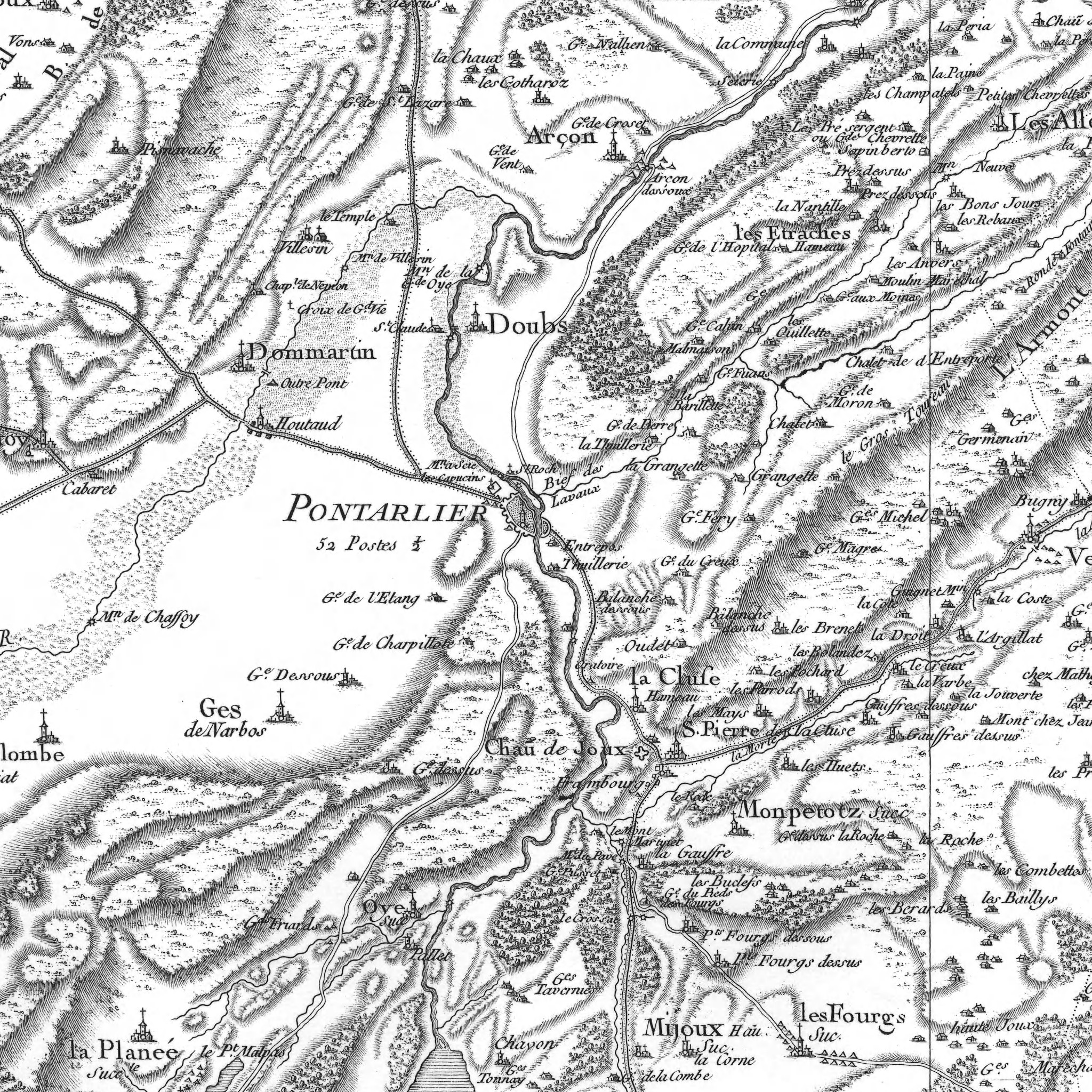
Extrait de la carte de Cassini montrant les alentours de Pontarlier au XVIII

Dès que les sires de Salins deviennent les protecteurs de la ville et de sa région ils eurent la même autorité que les comtes ou les vicomtes. Le territoire est vaste et comprend vingt villages d'importance : La Planée, le Quartier du Lac, avec Montperreux, Saint-Point, Les Grangettes et Malbuisson, les Deux Malpas, Touillon-et-Loutelet, Arc, Doubs, Septfontaine, Nods et Athose, Aubonne, Saint-Gorgon-Main, Les Granges Dessus et Dessous. Tous participent à l'élection des magistrats et dépendent de la prévôté de Pontarlier. Pour les autres communautés entourant Pontarlier elles relèvent du pouvoir d'un seigneur local et par ce fait ne « pouvoir faire aveu, alliance, bourgeoisie ou commandise » sans la permission du seigneur. La prévôté exerce une moyenne justice sur le territoire et elle est reconnue comme droit plein et entier, ainsi Gaucher de Vienne, en 1381, en affranchissant un habitant stipule « il et ses hoirs puissent demourer et faire bourgeoiserie là où il leur plaira et se il plait audit Guichard demourer à Pontarlier, y demoure justiciable à nous, par là-même que les bourgeois de Pontarlier sont de la justice communal ». On voit que ce droit de justice appartient tant aux seigneurs de Joux qu'aux « barons » de la ville qui dans plusieurs actes décernent des tutelles, font des inventaires, reçoivent des émancipations et rendent des sentences.
La particularité de Pontarlier et de sa vaste région est d'être tout à la fois un « baroichage », une prévôté, une châtellenie, un bailliage et posséder un maire. Leurs rôles se confondent souvent. On peut dire que la châtellenie a existé jusqu'à la complète mise en place de la prévôté. Tandis qu'auparavant elle symbolisait la justice du souverain elle se transforme en prévôté par la volonté des nobles et des chevaliers d'être jugé par leurs pairs et qu'à ce moment le châtelain ne fut plus qu'un militaire ayant autorité sur les « retrahants » (habitants des environs qui avaient le droit de se retirer dans les fortifications de la ville en cas de guerre) et sur la milice bourgeoise mobilisé en cas de péril. Une famille garda longtemps l'office de châtelain, devenant ainsi presque héréditaire, ce sont les De la Salle ou De la Saule qui porteront le titre durant tous les XIIIe siècle et XIVe siècle. Le prévôt mis en place n'est que le lieutenant de sires de Joux tandis que le baillis est nommé par le « baroichage » avec le droit de justice sur les « barons-bourgeois ». D'ailleurs à partir du XVe siècle la prévôté sera remplacé par une « justice de ville » où les seigneurs n'eurent plus droit de regard. À partir du siècle suivant les communautés qui avaient composé l'ancien territoire renoncèrent au droit d'élire deux des quatre échevins au « boichorage » et les offices de châtelain et de prévôt seront réunis à celui de maire. Celui-ci se place à la tête de la « bourgeoisie » local et retient par devers lui les trois niveaux de justice seigneuriale.
La noblesse de la ville est très fournie. Sa particularité tient dans le fait qu'elle ne descend pas d'une noblesse antique mais qu'elle a été formée par les descendants des Séquanes et des Burgondes qui ont fondé le « baroichage ». Ainsi ils sont chevaliers, écuyers ou damoiseaux et tous de nomment « de Pontarlier » bien qu'il n'y ait aucun lien familial entre eux. En 1178 sont nommés dans une charte de l'archevêque de Besançon Eberard de Saint-Quentin : Amaudry fils de Gaucher, Frédéric chevalier de Pontarlier, Narduin de Pontarlier, Simon chevalier, Rodolphe de Pontarlier, Étienne, Hugues et Walain. En 1188 l'archevêque Thierry II de Montfaucon nomme Frédéric, Hugues et Lambert de Pontarlier, chevaliers et en 1189 Gaucher de Pontarlier, Faucon de Pontarlier et ses frères, Henry chevalier de Pontarlier, Mazuerius de Pontarlier, Faucon fils de Gaucher Narduin chevalier, Lambert et Hugues frères, Gaymard Gaucher et Frédéric de Pontarlier, Faucon et Richard frères de Pontarlier.

## Les guerres à Pontarlier

### La guerre de Bourgogne
À partir de 1474 débute la Guerre de Bourgogne voulue par Charles le Téméraire contre les cantons Suisses. Après la Bataille d'Héricourt les Suisses se tournent vers Pontarlier qu'ils investissent en mars 1475 malgré la résistance du châtelain de la ville Étienne de Saint-Mauris et de ses 250 hommes. Ceux-ci seront tous exécutés. Les renforts parvenus à la cité une semaine plus tard ne pourront déloger les Suisses qu'au prix de l'incendie de la ville par ceux-ci et du vol de la bannière de la ville. De retour sur Pontarlier accompagné de renforts, les Suisses vont s'établir sur l'emplacement du Molar.

### La guerre de Dix Ans
La guerre de Dix Ans est l'épisode comtois de la guerre de Trente Ans. Le duc de Saxe-Weimar, commandant les armées françaises, pénètre le val de Morteau provoquant la fuite des habitants vers Pontarlier. Le 16 janvier 1639 vingt chevaux sont vus sur la montagne de Pareuses et le lendemain ce sont soixante cavaliers qui se montrent le long de l'arête de la montagne. Le mardi 18 deux cents chevaux descendent la combe et se dirigent sur Pontarlier et Montbenoît. Le mercredi 19 le commandeur de la ville est sommé par un trompette de remettre la place à Weimar, Monsieur de Saint-Mauris refuse en lui répondant que le roi (d'Espagne) lui avait remis la place pour en faire la garde et lui en rendre compte. Le jeudi soir le siège est commencé, la cavalerie et l'infanterie se rejoignent dans les faubourgs et enlèvent la Tour du collège. Le vendredi les envahisseurs dressent leurs échelles contre la courtine mais sont repoussés, ils renouvellent plusieurs fois leurs assauts sans réussir à pénétrer dans la ville. Le samedi les murailles sont attaquées à la pioche à leur base afin d'y placer des tonneaux de poudre ce qui incite le commandeur à créer un retranchement à l'intérieur de la ville au cas où la Tour du collège tomberait. Le dimanche les défenseurs incendient le moulin voisin de la Tour du collège, celui-ci était si élevé que les ennemis pouvaient tirer sur les défenseurs. Dans la nuit le faubourg de Saint-Étienne est brulé entièrement ainsi que le couvent des Augustins, un vent favorable empêche l'embrasement de toute la ville. Dans le même temps un assaut est repoussé du côté de la chapelle de Saint-Claude. Le lundi matin les murailles sont sur le point de céder, un canon est positionné au « champ Meri » et tire sur la cour du collège bientôt suivi par une seconde batterie. La ville commence à manquer de munitions et d'eau car l'ennemi avait coupé les canaux d'alimentation. Il est décidé d'engager des négociations avec l'envahisseur. Weimar propose :
1. Que la ville ne seroit point pillée, mais conservée dans le même état qu'elle se trouveroit.
2. Qu'elle ne seroit point obligée de payer rançon.
3. Qu'elle serait maintenue et conservée dans les priviléges dont elle jouissoit auparavant.
4. Que les Bourgeois prèteroient serment de fidélité à S. A.
5. Qu'ils demeureroient en possession de leurs biens.
6. Qu'ils ne seroient point troublés, sous quelque prétexte que ce fût, dans le libre exercice de la Religion Catholique, Apostolique et Romaine, et que les Églises ne seroient point profanées.
7. Que l'ou ne feroit aucun tort aux femmes ni aux Religieuses en leur honneur.
8. Que la garnison que l'on feroit entrer dans la Ville ne seroit que de deux ou trois cens hommes.
9. Que les portes de la Ville seroient consignées à S.A.
10. Que le Gouverneur sortiroit avec son Régiment, armes et bagages, escortés de 500 chevaux jusqu'à Besançon.

Ces conditions sont approuvées sans réserve d'autant plus que la « mine » creusée sous les remparts était prête à être mise à feu en plus de la canonnade incessante que subissait la ville et les préparatifs d'escalade des murailles. Les habitants durent remettre leurs armes sous peine de mort. Après cela Weimar entra dans la ville le mercredi 26 janvier 1639 et plus tard prenait le château de Joux.

## Devenir après l'annexion à la France
Déjà en 1537 le baroichage avait été modifié pour accorder à chaque commune son indépendance quant à son administration.  L'épisode de la guerre de Dix Ans verra l'annexion du Fort de Joux au domaine du Roi de France et Pontarlier connaitra une destinée similaire. Tous deux seront sous l'administration militaire d'un même gouverneur. En 1678, lors de l'annexion de la Franche-Comté, Louis XIV dissout le baroichage, entité devenue trop petite.